# 산수유
산수유(학명: Cornus Officinalis, Cornelian cherry, 문화어: 산수유나무)는 층층나무과의 나무이다.

## 생태
겨울에 잎이 지는 작은키나무다. 키는 5~10m쯤 되며 주로 심어 기른다. 광릉에 자생하며 한국 전역에서 자란다. 이른 봄 잎도 나기 전에 노랗고 향기로운 꽃을 피운다. 가을이면 가지마다 새빨간 열매가 주렁주렁 열린다. 지리산 기슭에 있는 구례 산동면과 산내면이 산수유 산지로 유명하다.

## 쓰임새
열매는 날로 먹지 않고 말렸다가 약으로 쓰거나 차로 끓여 마시고 술로 담가도 먹는다.

## 사진

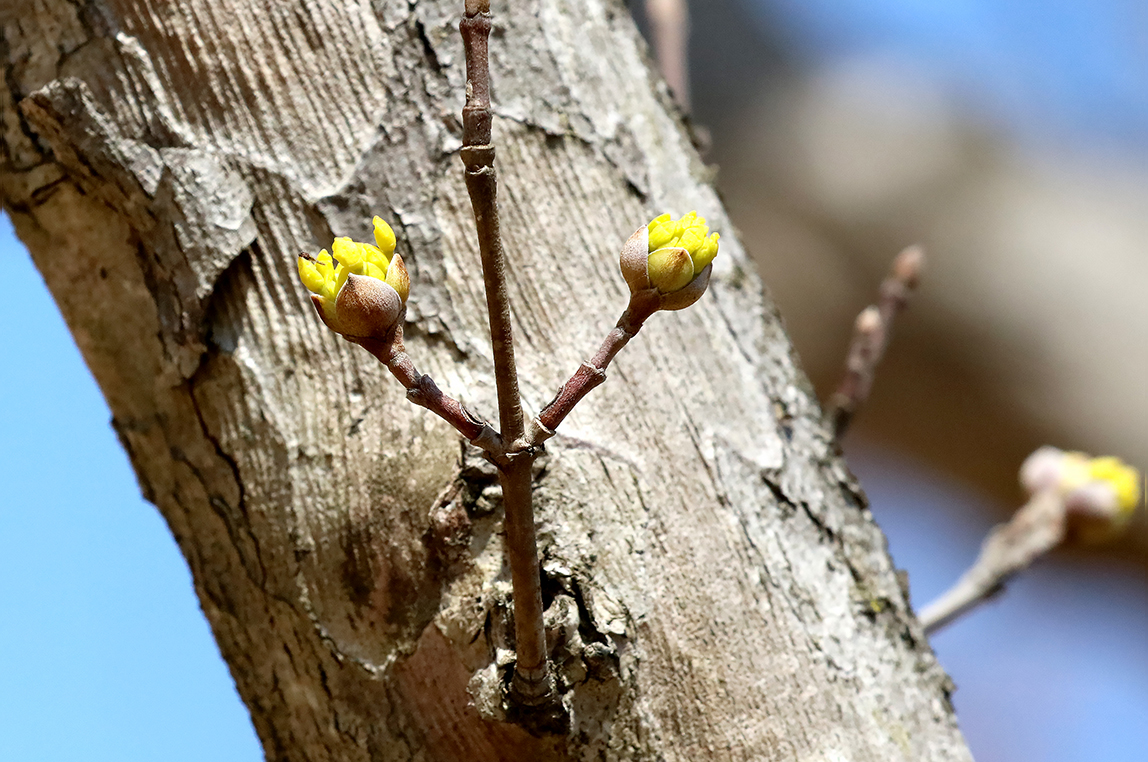
꽃
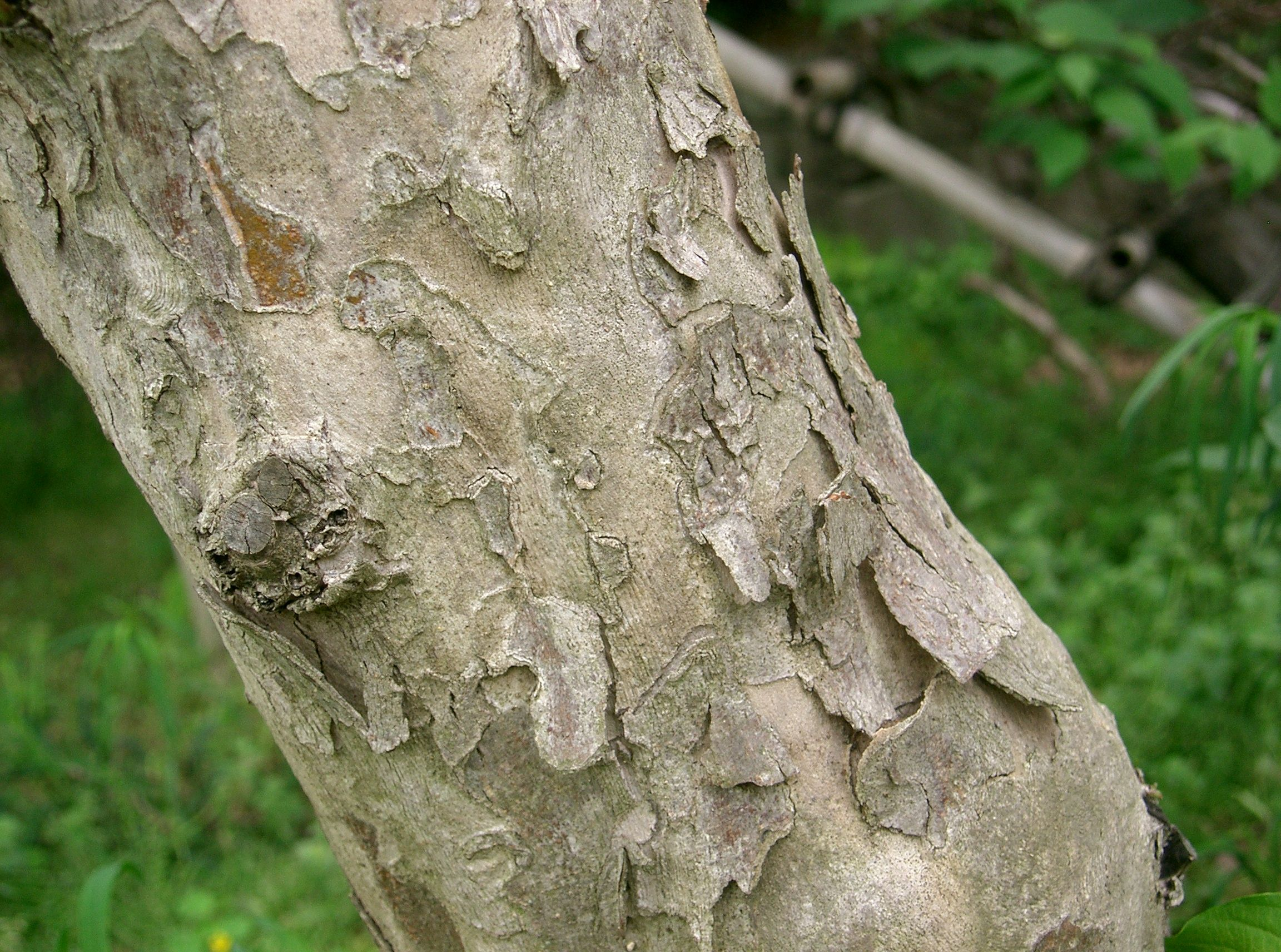
줄기
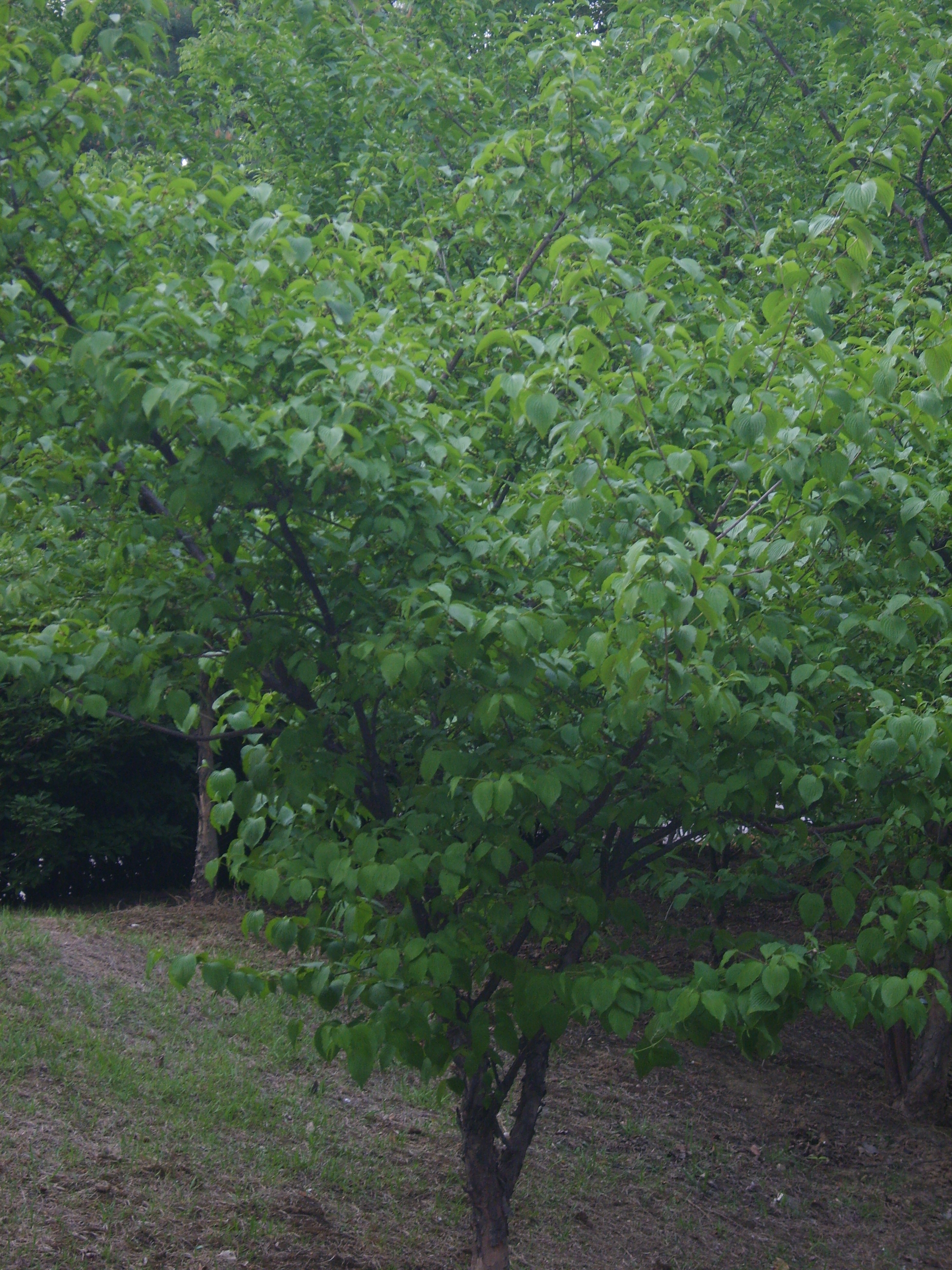
전체 나무 모습
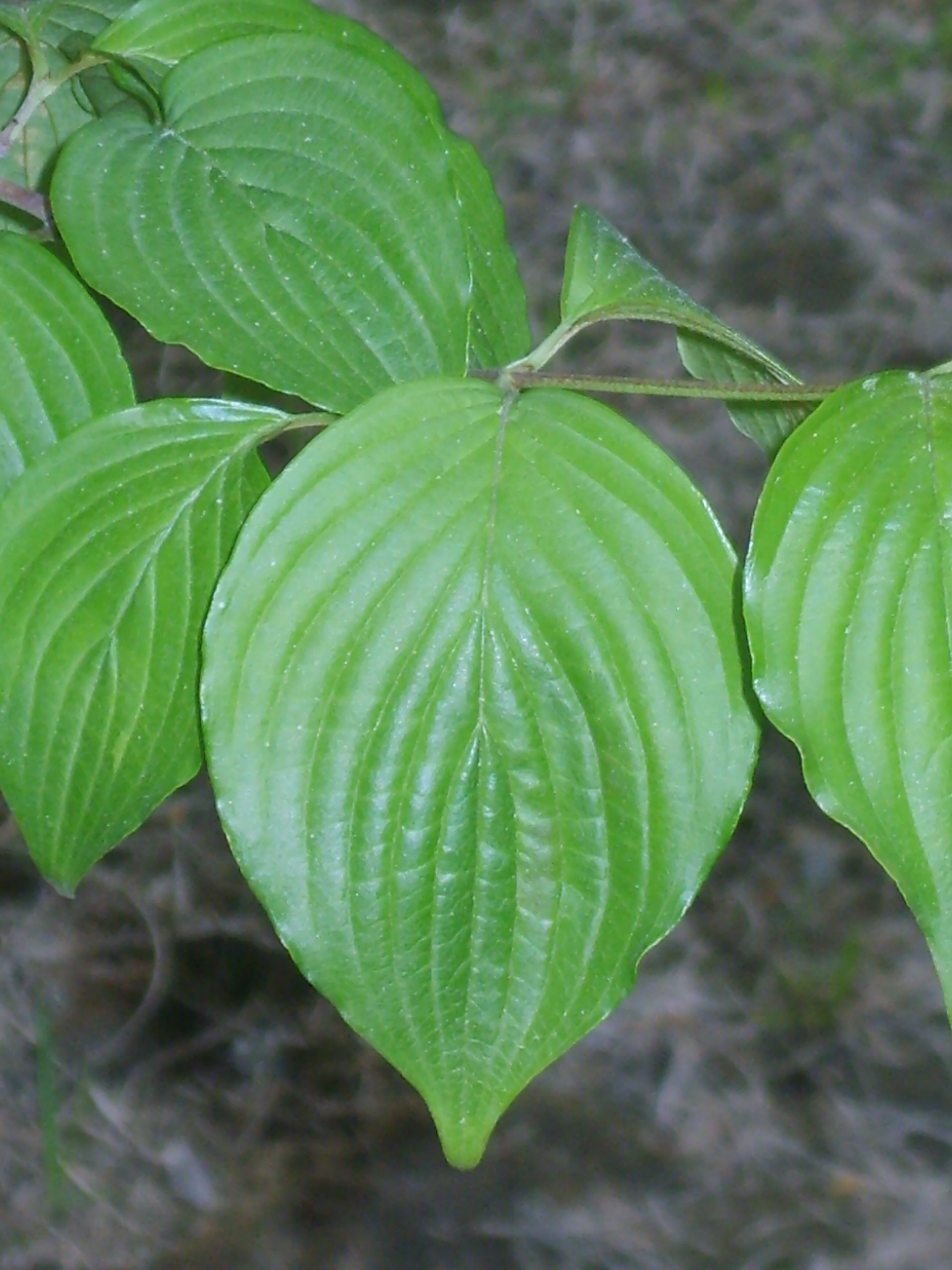
잎
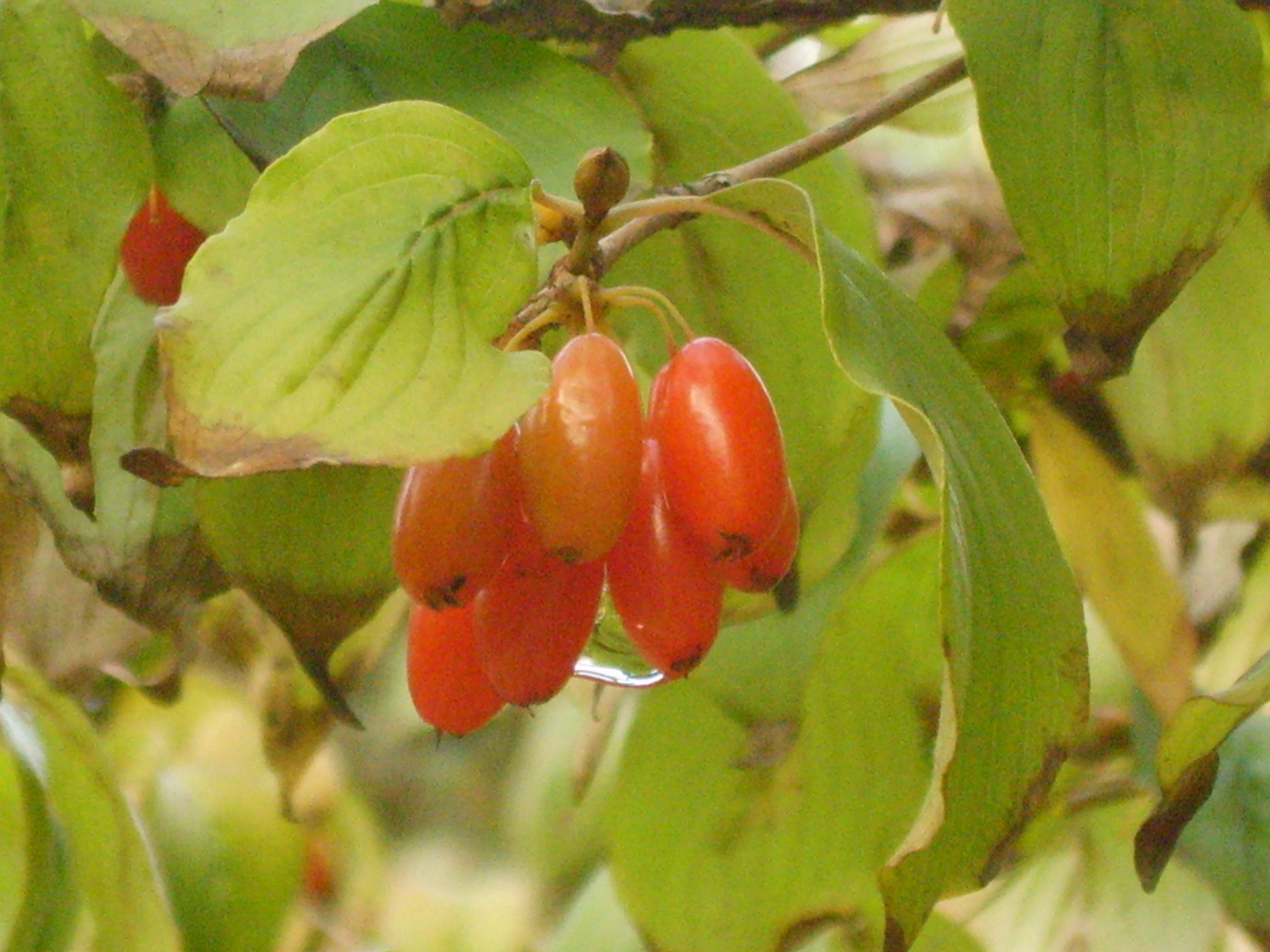
열매

## 문학 속의 산수유
| “ | …호르르 노란 불붙은 거웃들 일렁이는 산수유. 달큰한 환희에 젖어, 지상에서 하늘로 훠얼훨 날아오르다. … | ” |
|   | — 정우영.〈산수유〉,《집이 떠나갔다》(창비, 2005)                                                    |   |